# 가진것 없소이다
"가진것 없소이다"는 1992년에 개봉한 대한민국의 영화이다.

## 캐스팅
- 엄도일
- 박재영
- 최승경
- 박근형
- 전운
- 이상원
- 양택조
- 김남일
- 박은선
- 류화춘
- 박동룡
- 유일문
- 권성영
- 류창
- 홍윤정
- 권혁진
- 정봉연
- 최광호
- 황인조
- 홍성찬
- 최광호
- 이티
- 노사강
- 정영국
- 안진수
- 조상현
- 김선도
- 함철훈
- 최명오
- 김태동
- 이승훈
- 정두홍
- 원풍연
- 정윤현
- 김상범
- 장인한
- 이운영 (특별출연)